# 丹戎巴葛火车总站
丹戎巴葛火车总站（英語：Tanjong Pagar Railway Station）是一個已停用的新加坡火車站，位於新加坡岌巴路。

## 歷史
火车站建筑由史旺·麦肯林公司于1932年建造。设计师是伯特必次（D.S. Petrovich），灵感来自芬兰赫尔辛基的火车站，其设计在当时建筑界可谓独树一帜。火车站的外墙以钢筋水泥建造，正面墙上的四尊大理石雕像分别代表农业、商业、交通和工业。1965年8月9日新加坡脱离马来西亚宣告独立，新马正式分家，当时两国领袖决定维持马来西亚對铁道的主权，铁路沿线两旁各25公尺的地段归马来亚铁道管辖。
由于新加坡的高度发展，这条铁路对新加坡也带来了许多困扰和威胁，包括國家主權安全的爭議。新加坡人逐漸不接受國內中心一部分領土屬于別國。
1990年，新加坡和马来西亚就解决主权问题达成了共识，两国政府签订了《马来亚铁道公司在新加坡土地发展协议要点》（Points of Agreement，简称POA）。根据这项协议，马来亚铁道应在2001年2月将丹戎巴葛火车终站迁移至兀兰火车关卡，但马来西亚迟迟没有执行有关的协议要点，直到2010年马新两国领导人同意从2011年7月1日起，将丹戎巴葛火车站迁移至兀兰火车关卡（包括铁道关税局、移民局及检疫站）。
土地經營部分，由一家马来西亚的国库控股及新加坡的投资臂膀淡马锡控股将联合成立马新私人有限公司（M-S Pte Ltd），并分别掌控60%及40%股权，发展由马来亚铁道让出的土地。而马来亚铁道让出的土地，将由新加坡政府以相等价值的土地，即以在滨海南（Marina South）与奥菲亚—梧槽（Ophir Rochor）土地作为交换。马来亚铁道位于新加坡丹戎巴葛、克兰芝及在武吉知马的3块土地，总数达217公顷的土地将由成立的联合公司负责发展。
2011年6月30日，丹戎巴葛火车总站最后一班列车由马来西亚柔佛州苏丹依布拉欣·依斯迈殿下开出丹戎巴葛火车站，服务79年的丹戎巴葛火车站正式走入历史。2011年7月1日凌晨12时，丹戎巴葛火车站正式由新加坡土地局接管，原有連接兀蘭和此站之鐵道路線亦陸續拆除，改做他用發展。